# Nuada I Necht
Nuada I Necht (ir. Nuadha Neacht, Nuada Czysty) – legendarny zwierzchni król Irlandii w roku 999 p.n.e. Informacje o nim czerpiemy z Roczników Czterech Mistrzów. Po półrocznych rządach czterech synów Emera Finna (Er, Orba, Feron i Fergna), nastąpiło drugie półrocze Nuady. Ich półrocza tworzyły jeden rok. Jednak zabici synowie Emera zostali zastąpieni na tronie irlandzkim przez Iriala Faida, syna Eremona, zwierzchniego króla Irlandii. Z tego powodu większość uczonych nie wlicza Nuadę na listach władców wyspy. Niewykluczone, że według rocznikarzy średniowiecznych Nuada był uzurpatorem.